# Olek Wolniak
Aleksander Wolniak dit Olek est un footballeur franco-polonais né le 6 juin 1946 à Lübeck (Allemagne). Il a évolué comme attaquant à l'US Valenciennes Anzin et au RC Lens. Il obtient la nationalité française en février 1968.

## Palmarès
- Champion de France de D2 : 1973